# Felinele Fulger (serial din 1985)
Felinele Fulger (ThunderCats) este un serial de televiziune american produs de Rankin/Bass Animated Entertainment difuzat din 1985 până în 1989 creat de Tobin Wolf. Serialul, pentru care Leonard Starr a fost scenaristul șef, urmărește aventurile unui grup de extratereștri umanoizi asemănători pisicilor. Animația episoadelor a fost furnizată de studioul japonez Pacific Animation Corporation, cu Masaki Iizuka ca director de producție. Studioul a fost achiziționat în 1989 pentru a forma Walt Disney Animation Japan. Sezonul 1 a fost difuzat în 1985, constând din 65 de episoade. Sezoanele 2, 3 și 4 au conținut fiecare douăzeci de episoade, începând cu o poveste în cinci părți.
Primul sezon a costat 15 milioane de dolari americani.